# Phishing
Phishing ili mrežna krađa identiteta vrsta je prijevare putem elektroničke pošte odnosno elektroničke poruke. Pošiljatelj navodi žrtvu otkriti osobne informacije (obično financijske) upisivanjem istih na lažiranoj internetskoj stranici čija je poveznica dana u poruci. Adresa i sadržaj te lažirane stranice vrlo su slični adresi i sadržaju neke autentične stranice. Odatle i engleski naziv phishing koji je iskrivljeni oblik riječi »fishing« (‘pecanje’) - obje riječi se izgovaraju isto iako se pišu različito.
Phishing se može iskoristiti tako da se osobi ukrade novac ili nanese neka druga šteta (primjerice, provala u žrtvin račun elektroničke pošte).

## Povijest
Phishing postoji od 1990-ih, kada su hakeri i korisnici wareza putem AOL-a krali podatke o kreditnim karticama. Pojam „phishing” prvi se put pojavljuje u alatu AOHel iz 1994. godine, koji je omogućavao hakerima da se lažno predstave kao zaposlenici AOL-a i ukradu lozinke korisnika. AOL je potom uveo mjere zaštite i ugasio warez-scenu na svojoj platformi.
Tijekom 2000-ih phishing postaje sve organiziraniji. Prvi napad na platni sustav E-gold dogodio se 2001., a 2003. zabilježen je i prvi napad na banku. Između 2004. i 2005. oko 1,2 milijuna korisnika u SAD-u izgubilo je približno 929 milijuna dolara zbog phishinga. Istovremeno je nastajalo crno tržište phishinga sa sofisticiranim alatima za napade.
U 2010-ima phishing je u porastu. Poznati primjer je krađa RSA SecurID ključeva 2011. godine te veliki napadi na korporacije poput Targeta i ICANN-a. Grupa Fancy Bear povezana je s napadima na Pentagon, NATO, Demokratski nacionalni odbor i druge institucije.

## Opis poruke
Poruka može izgledati kao obavijest iz banke, internetske trgovine i sl., te se žrtvu navodi kliknuti na poveznicu koja je »udica« na kojoj počinitelj internetskog zločina izvlači tražene podatke od žrtava. Žrtve potom na njoj upišu osobne informacije (u poruci se često navodi da korisnik treba potvrditi ili promijeniti podatke). Kad korisnik upiše podatke na lažiranoj stranici, informacije dolaze do vlasnika lažirane stranice.
Lažna internetska stranica izgleda skoro identično autentičnoj stranici, ali je URL u adresnoj traci drukčiji.
Korisniku koji je postao žrtva krađe identiteta može pomoći ako promijeni lozinku ili PIN za pristup na svoj korisnički odnosno bankarski račun ili u krajnjem slučaju da zatvori račun kod davatelja usluge.

## Stanje
Phishing je narastao za 42 % u siječnju 2005. godine: u prosincu 2004. poslano je 8829 poruka elektronske pošte koje su bile phishing. Broj je siječnja 2005. narastao na 12.845.
Broj lažnih internetskih stranica u istom razdoblju je porastao s 1740 na 2560.

## Vanjske poveznice
1. ↑  EarthLink wins $25 million lawsuit against junk e-mailer. www.bizjournals.com. Inačica izvorne stranice arhivirana 22. ožujka 2019. Pristupljeno 25. lipnja 2025.
2. ↑  Rekouche, Koceilah. 23. lipnja 2011. Early Phishing. doi:10.48550/arXiv.1106.4692. Pristupljeno 25. lipnja 2025.
3. ↑  Langberg, Mike. 8. rujna 1995. Mercury Center Archive Search Results. San Jose Mercury News. Inačica izvorne stranice arhivirana 15. srpnja 2012. Pristupljeno 25. lipnja 2025.
4. ↑  McFedries, Paul. Phishing. Word Spy (engleski). Inačica izvorne stranice arhivirana 10. veljače 2012. Pristupljeno 25. lipnja 2025.
5. ↑  History of AOL Warez. www.rajuabju.com. Inačica izvorne stranice arhivirana 3. srpnja 2008. Pristupljeno 25. lipnja 2025.
6. ↑  Battle against identity theft. www.thebanker.com (engleski). 2. rujna 2003. Pristupljeno 25. lipnja 2025.
7. ↑  GP4.3 – Growth and Fraud — Case #3 – Phishing. Financial Cryptography. 30. prosinca 2005. Inačica izvorne stranice arhivirana 4. studenoga 2013. Pristupljeno 25. lipnja 2025.
8. ↑  Kerstein, Paul. 19. srpnja 2005. How Can We Stop Phishing and Pharming Scams?. CSO. Inačica izvorne stranice arhivirana 25. ožujka 2008. Pristupljeno 25. lipnja 2025.
9. ↑  In 2005, Organized Crime Will Back Phishers. IT Management. 23. prosinca 2004. Inačica izvorne stranice arhivirana 12. srpnja 2012. Pristupljeno 25. lipnja 2025.
10. ↑  Abad, Christopher. 1. rujna 2005. The economy of phishing: A survey of the operations of the phishing market. First Monday. Inačica izvorne stranice arhivirana 12. studenoga 2011. Pristupljeno 25. lipnja 2025.
11. ↑  Anatomy of an Attack - Speaking of Security - The RSA Blog and Podcast. blogs.rsa.com. Inačica izvorne stranice arhivirana 6. listopada 2014. Pristupljeno 25. lipnja 2025.
12. ↑  Christopher, Drew; Markoff, John. 27. svibnja 2011. SecurID Breach Suggested in Hacking Attempt at Lockheed. The New York Times (engleski). Inačica izvorne stranice arhivirana 9. srpnja 2019. Pristupljeno 25. lipnja 2025.
13. ↑  Syrian Hackers Use Outbrain to Target The Washington Post, Time, and CNN. The Atlantic Wire (engleski). Inačica izvorne stranice arhivirana 19. listopada 2013. Pristupljeno 25. lipnja 2025.
14. ↑  Report: Email phishing scam led to Target breach. BringMeTheNews (engleski). 12. veljače 2014. Inačica izvorne stranice arhivirana 15. rujna 2014. Pristupljeno 25. lipnja 2025.
15. ↑  Target CEO Sacked. 247wallst.com (engleski). Inačica izvorne stranice arhivirana 15. rujna 2014. Pristupljeno 25. lipnja 2025.
16. ↑  ICANN Targeted in Spear Phishing Attack | Enhanced Security Measures Implemented. www.icann.org (engleski). Inačica izvorne stranice arhivirana 7. kolovoza 2019. Pristupljeno 25. lipnja 2025.
17. ↑  Courtney Kube and Jim Miklaszewski. 6. kolovoza 2015. Russia hacks Pentagon computers: NBC, citing sources. CNBC (engleski). Inačica izvorne stranice arhivirana 8. kolovoza 2019. Pristupljeno 25. lipnja 2025.
18. ↑  Barbara Starr, CNN Pentagon Correspondent. Official: Russia eyed in Joint Chiefs email intrusion - CNNPolitics. CNN. Inačica izvorne stranice arhivirana 8. kolovoza 2019. Pristupljeno 25. lipnja 2025.
19. ↑  D.N.C. Says Russian Hackers Penetrated Its Files, Including Dossier on Donald Trump (engleski). Inačica izvorne stranice arhivirana 25. srpnja 2019. Pristupljeno 25. lipnja 2025.
20. ↑  Bear on bear. The Economist (engleski). Inačica izvorne stranice arhivirana 20. svibnja 2017. Pristupljeno 25. lipnja 2025.
21. ↑  Spear phishers with suspected ties to Russian government spoof fake EFF domain, attack White House. boingboing.net (engleski). Inačica izvorne stranice arhivirana 22. ožujka 2019. Pristupljeno 25. lipnja 2025.
22. ↑  Mascarenhas, Hyacinth. 23. kolovoza 2016. Russian hackers 'Fancy Bear' likely breached Olympic drug-testing agency and DNC, experts say. International Business Times UK (engleski). Pristupljeno 25. lipnja 2025.
23. ↑  What we know about Fancy Bears hack team (engleski). Inačica izvorne stranice arhivirana 22. ožujka 2019. Pristupljeno 25. lipnja 2025.
24. ↑  Researchers find fake data in Olympic anti-doping, Guccifer 2.0 Clinton dumps. Ars Technica (engleski). Inačica izvorne stranice arhivirana 14. srpnja 2017. Pristupljeno 25. lipnja 2025.